# De buena mañana
De buena mañana fue un programa de televisión emitido por la cadena española Antena 3 en la temporada 2001-2002.

## Presentadores
La presentación del programa corrió a cargo del periodista Juan Ramón Lucas, quien sin embargo lo abandonó siete meses más tarde para presentar el reality show Escuela de actores. Desde el 30 de abril de 2002, Isabel Gemio, acompañada por Óscar Martínez y Mariona Xuclá tomó las riendas del espacio.

## Formato
De tres horas de duración, en espacio cubría la franja matinal de la cadena, en directa competición con el programa Día a día, que presentaba María Teresa Campos en Telecinco.
Su contenido responde al esquema clásico de los magazines, incluyendo entrevistas, noticias, concursos, tertulias de actualidad y repaso de la crónica social.
En la tertulia sobre temas de actualidad participaban la cantante Cristina del Valle, el escritor Luis Antonio de Villena y las periodistas Natalia Figueroa y Karmentxu Marín.
Por su parte, el repaso a la actualidad social contaba con el comentario de la periodista especializada en el género Ángela Portero.

## Audiencias
Al finalizar la temporada, el programa obtuvo de media un 18,1% de cuota de pantalla, 8 puntos menos que su rival Día a día.